# 森津 (弥富市)
森津（もりづ）は、愛知県弥富市の地名。森津一丁目から森津十六丁目と森津町に3つの字がある。

## 地理

### 字一覧
- 森津町中米野（なかこめの）[WEB 5]
- 森津町蟹江走（かにえばしり）[WEB 5]
- 森津町北権左（きたげんざ）[WEB 5]

## 歴史

### 人口の変遷
国勢調査による人口および世帯数の推移。
| 1995年（平成7年）  | 68世帯 298人 |  |
| 2000年（平成12年） | 70世帯 278人 |  |
| 2005年（平成17年） | 88世帯 337人 |  |
| 2010年（平成22年） | 90世帯 346人 |  |
| 2015年（平成27年） | 90世帯 324人 |  |

### 沿革
- 2006年（平成18年）4月1日 - 市制施行に伴い、海部郡弥富町大字森津を以下の通り名称変更した[WEB 5]。
  - 字北米野を森津一丁目、字イの割を森津二丁目、字ロの割を森津三丁目、字ハの割を森津四丁目、字ニの割を森津五丁目、字ホの割を森津六丁目、字ヘの割を森津七丁目、字トの割を森津八丁目、字チの割を森津九丁目、字リの割を森津十丁目、字苗代割を森津十一丁目、字ルの割を森津十二丁目、字ヌの割を森津十三丁目、字重郎右を森津十四丁目、字九拾間を森津十五丁目、字与蔵山を森津十六丁目にそれぞれ名称変更[WEB 5]。
  - 字中米野を森津町中米野、字蟹江走を森津町蟹江走、字北権左を森津町北権左にそれぞれ名称変更[WEB 5]。

## 交通
- 愛知県道105号富島津島線

## 施設
- ヤマト運輸弥富営業所
- 海南愛昇殿
- 弥富はばたき幼稚園

### WEB
1. ↑  “愛知県弥富市の町丁・字一覧”.   人口統計ラボ. 2022年12月12日閲覧。
2. 1 2  総務省統計局 (2017年1月27日). “平成27年国勢調査の調査結果(e-Stat) - 男女別人口及び世帯数 －町丁・字等” (CSV). 2021年7月21日閲覧。
3. ↑  “愛知県弥富市の郵便番号一覧”.   日本郵便. 2022年12月12日閲覧。
4. ↑  “市外局番の一覧” (PDF).   総務省 (2022年3月1日). 2022年3月22日閲覧。
5. 1 2 3 4 5 6  弥富市役所 総務部 総務課 行政グループ (2022年12月13日). “弥富市住所一覧  旧弥富町” (pdf).   弥富市. 2022年12月12日閲覧。
6. ↑  総務省統計局 (2014年3月28日). “平成7年国勢調査の調査結果(e-Stat) - 男女別人口及び世帯数 －町丁・字等” (CSV). 2021年7月20日閲覧。
7. ↑  総務省統計局 (2014年5月30日). “平成12年国勢調査の調査結果(e-Stat) - 男女別人口及び世帯数 －町丁・字等” (CSV). 2021年7月20日閲覧。
8. ↑  総務省統計局 (2014年6月27日). “平成17年国勢調査の調査結果(e-Stat) - 男女別人口及び世帯数 －町丁・字等” (CSV). 2021年7月21日閲覧。
9. ↑  総務省統計局 (2012年1月20日). “平成22年国勢調査の調査結果(e-Stat) - 男女別人口及び世帯数 －町丁・字等” (CSV). 2021年7月21日閲覧。